# Флаг Новониколаевского района
Флаг Новоникола́евского района — официальный символ Новониколаевского муниципального района Волгоградской области Российской Федерации.
Ныне действующий флаг утверждён 6 июня 2006 года и внесён в Государственный геральдический регистр Российской Федерации под номером 2306.
Флаг составлен на основании герба Новониколаевского района по правилам и соответствующим традициям вексиллологии и отражает исторические, культурные, социально-экономические, национальные и иные местные традиции.

## Первый флаг
28 марта 2006 года, Решением Новониколаевской районной думы, был утверждён первый флаг района.

### Описание
«Флаг района представляет собой прямоугольное полотнище в пропорциях 2 × 3; левая часть которого разделена по вертикали на 4 полосы, три из которых одинаковые по ширине, 4-я — шириной в 7 раз больше: первая полоса — красного цвета; вторая полоса — голубого цвета; третья полоса — белого цвета (символ российского флага); четвёртая полоса — красного цвета, в центре которой изображён прямоугольный геральдический щит французской формы. Щит рассечён на 3 части: красного, голубого, белого цвета. В центре щита изображён подсолнечник, в середине которого изображение Родины-матери. Ниже подсолнечника изображение колоса и камышинки. Вертикальные полосы красного, голубого, белого цвета — флаг Российской Федерации».

### Обоснование символики
Красный цвет — символ героизма, мужества, энергии и стойкости, проявленные жителями района как при защите Отечества, так и в мирном созидательном труде.
Подсолнечник — символ сельского хозяйства, являющегося основой экономики района.
Родина-мать — символ Волгоградской области.
Колос символизирует богатство, процветание, благосостояние, символ роста, развития и плодородия.
Камышинка символизирует неповторимую красоту и богатства местной природы.

## Действующий флаг
Рассмотрев предложения Союза геральдистов России, по результатам проверки документов по флагу Новониколаевского муниципального района Волгоградской области от 23 мая 2006 года № 444, Новониколаевская районная дума своим Решением от 6 июня 2006 года, утвердила новый флаг района.

### Описание
«Флаг Новониколаевского района представляет собой прямоугольное красное полотнище с отношением ширины к длине 2:3, несущее фигуры герба района: вдоль нижнего края голубую полосу шириной в 1/4 ширины полотнища и смещённые к древку жёлтый цветок подсолнуха с чёрными семенами и под ним жёлтый колос и белый рогоз стеблями накрест».

### Обоснование символики
Главная фигура флага — цветок подсолнуха указывает на сельскохозяйственную направленность района.
Подсолнух — символ солнечного света, тепла, достатка.
Сегодня Новониколаевский район — один из самых стабильных районов области, что на флаге подчёркнуто жёлтым (золотым) колосом. Золото в геральдике символизирует урожай, богатство, стабильность, интеллект, уважение.
Деление полотнища символизирует природные особенности района — степные просторы, на которых находится множество озёр, зеркальная гладь которых показана голубым цветом.
Стебель рогоза (камыша) усиливает природную символику флага, указывая на неповторимую красоту и богатства местной природы.
Белый цвет (серебро) — символ благородства, чистоты, великодушия.
Красный цвет символизирует мужество, труд, праздник, красоту.
Голубой цвет — символ возвышенных устремлений, мышления, искренности и добродетели.
Чёрный цвет — символ мудрости, скромности, вечности.